# Westerheim (Schwaben)

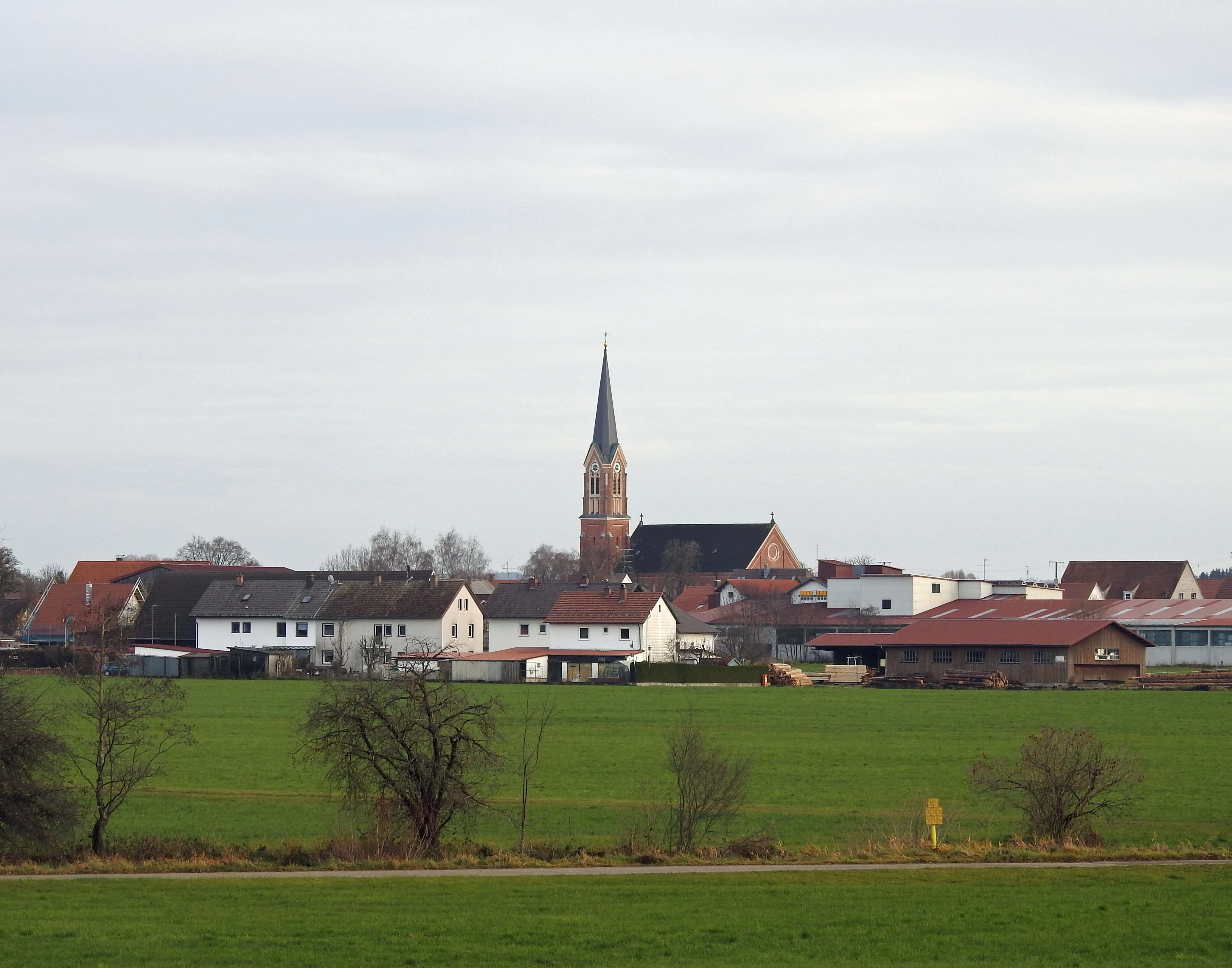
Unterwesterheim von Nordwesten

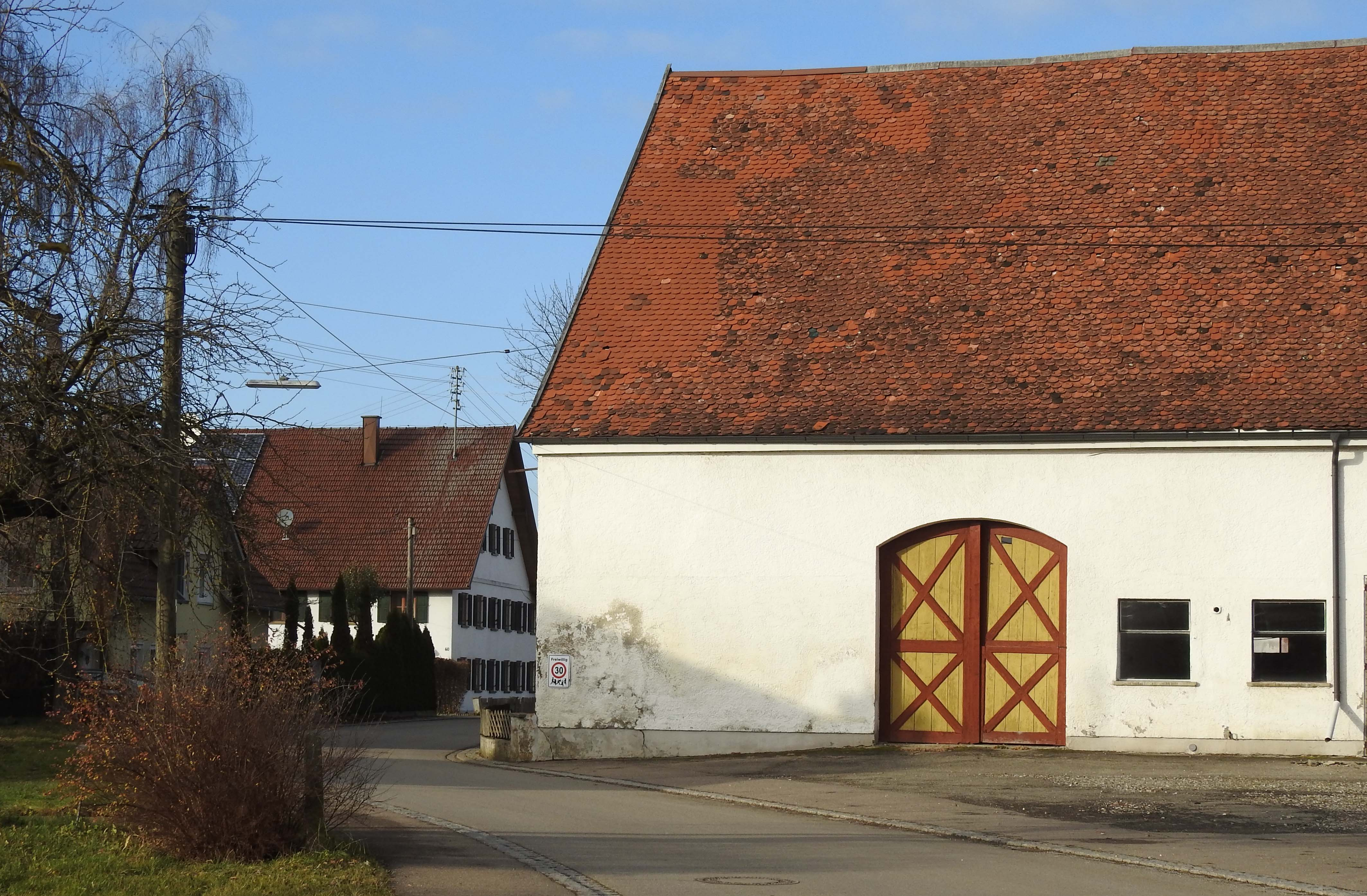
Hauptstraße in Oberwesterheim

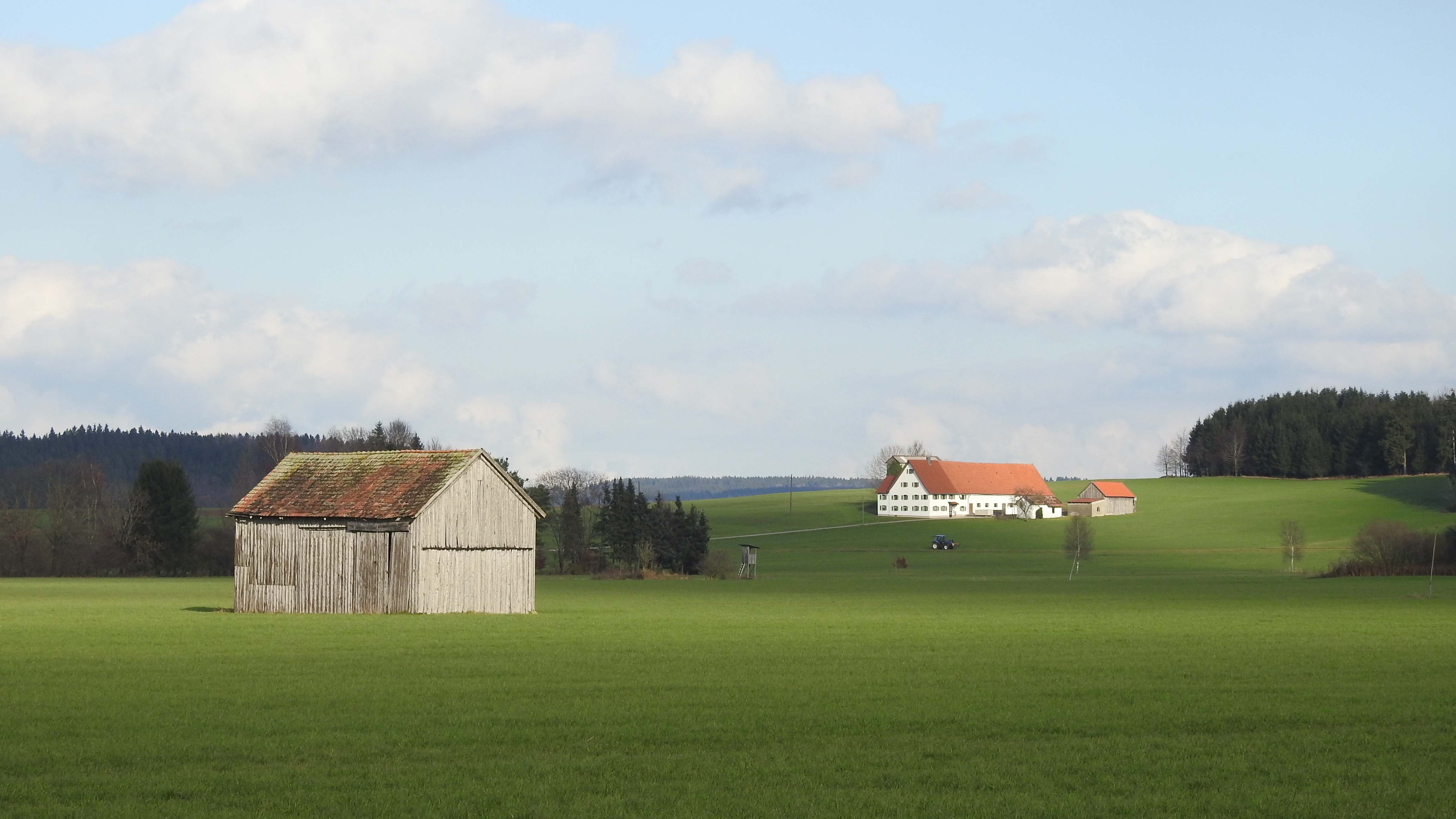
Holzbauer

Westerheim ist eine Gemeinde im schwäbischen Landkreis Unterallgäu. Oberwesterheim ist Sitz der Gemeindeverwaltung. Die Gemeinde ist Mitglied der Verwaltungsgemeinschaft Erkheim.

## Geografie

### Lage
Westerheim liegt etwa zehn Kilometer östlich von Memmingen in der Region Donau-Iller in Mittelschwaben.
Die Westliche Günz sowie die Bäche Schwelk und Langer Bach durchziehen den Ort. Beim Hochwasser in Süddeutschland 2024 war Westerheim schwer getroffen gewesen, viele Keller und Erdgeschosse waren vollgelaufen; stand 20. Juni 2024 waren über 90 Hilfsanträge gestellt worden.

### Gemeindegliederung
Das Gemeindegebiet besteht aus den Gemarkungen Westerheim und Günz.
Es gibt 6 Gemeindeteile (in Klammern ist der Siedlungstyp angegeben):
- Allewindschneider (Einöde)
- Günz (Pfarrdorf)
- Holzbauer (Einöde)
- Oberwesterheim (Dorf)
- Rummeltshausen (Dorf)
- Unterwesterheim (Pfarrdorf)

Ober- und Unterwesterheim sind baulich zusammengewachsen, so dass häufig für beide Orte gemeinsam der Name „Westerheim“ verwendet wird.

## Geschichte

### Bis zur Gemeindegründung
Westerheim gehörte zur Reichsabtei Ottobeuren und kam mit dem Reichsdeputationshauptschluss von 1803 zu Bayern. Im Zuge der Verwaltungsreformen in Bayern entstand mit dem Gemeindeedikt von 1818 die heutige Gemeinde.

### Eingemeindungen
Im Zuge der Gebietsreform in Bayern wurde am 1. Mai 1978 die Gemeinde Günz eingegliedert.

### Einwohnerentwicklung
| Jahr      | 1961  | 1970  | 1987  | 1991  | 1995  | 2000  | 2005  | 2010  | 2015  |
| --------- | ----- | ----- | ----- | ----- | ----- | ----- | ----- | ----- | ----- |
| Einwohner | 1.486 | 1.697 | 1.679 | 1.833 | 1.947 | 2.060 | 2.086 | 2.105 | 2.182 |

- Zwischen 1988 und 2018 wuchs die Gemeinde von 1719 auf 2214 um 495 Einwohner bzw. um 28,8 %.

## Politik

### Bürgermeisterin
Erste Bürgermeisterin seit 2008 ist Christa Bail (* 1960) (Westerheimer Bürger); diese wurde am 15. März 2020 mit 74,11 % der Stimmen für weitere sechs Jahre im Amt bestätigt.

### Gemeinderat
Die Wahl am 15. März 2020 hatte folgendes Ergebnis:
- Westerheimer Bürger: 8 Sitze
- Bunte Liste (BL): 4 Sitze
- Wählergruppe Günz: 2 Sitze

Gegenüber der Wahl von 2014 verlor die Wählergruppe Günz ein Mandat an die Bunte Liste.

### Wappen
| Wappen von Westerheim | Blasonierung: „Gespalten von Gold und Schwarz; vorne über einem roten Malteserkreuz mit zwei Querarmen schwebend eine silberne Taube, hinten eine goldene Rosette.“ |
| Wappen von Westerheim | Wappenbegründung: Bestimmend für die Vergangenheit des Ortes war insbesondere die Benediktinerabtei Ottobeuren, die spätestens seit 1213 Güter zu Westerheim hatte und im 15. Jahrhundert auch die vorher zum Kloster Ochsenhausen gehörigen Besitzungen erwarb. Dazu kam 1451 der Kauf des Gerichts zu Unterwesterheim mit Zwing, Bann und Taferne; bis zur Säkularisation im Jahre 1803 blieben die Gemeindeteile Oberwesterheim und Unterwesterheim beim reichsunmittelbaren Stift Ottobeuren. Außer ihm gelangte seit 1364 das Oberhospital der Kreuzherren zu Memmingen in Westerheim zu großer Bedeutung. Es erwarb damals Vogtrecht und Lehenherrschaft und erlangte schließlich auch die Inkorporierung der Pfarrkirche zu Unterwesterheim. Geistliche Mitglieder des Oberhospitals versahen von 1464 ab die Pfarrei; eine Änderung dieser Verhältnisse trat auch erst anlässlich der Säkularisation von 1803 ein. Angesichts dieser geschichtlichen Gegebenheiten wurden in das Gemeindewappen das rote Doppelkreuz, darüber schwebend die Heilig Geist-Taube für das Heilig-Geist-Oberhospital der Kreuzherren in Memmingen als der Patronats- und Kirchenherrschaft und die goldene Rosette aus dem Konventwappen des Benediktinerklosters Ottobeuren als der Grund- und Landesherrschaft aufgenommen. Das Wappen wurde am 7. März 1955 durch Bescheid des Bayerischen Staatsministeriums des Innern genehmigt. Der Entwurf stammt vom Memminger Walter Braun und die Gestaltung übernahm der Münchner Emil Werz. |

## Baudenkmäler

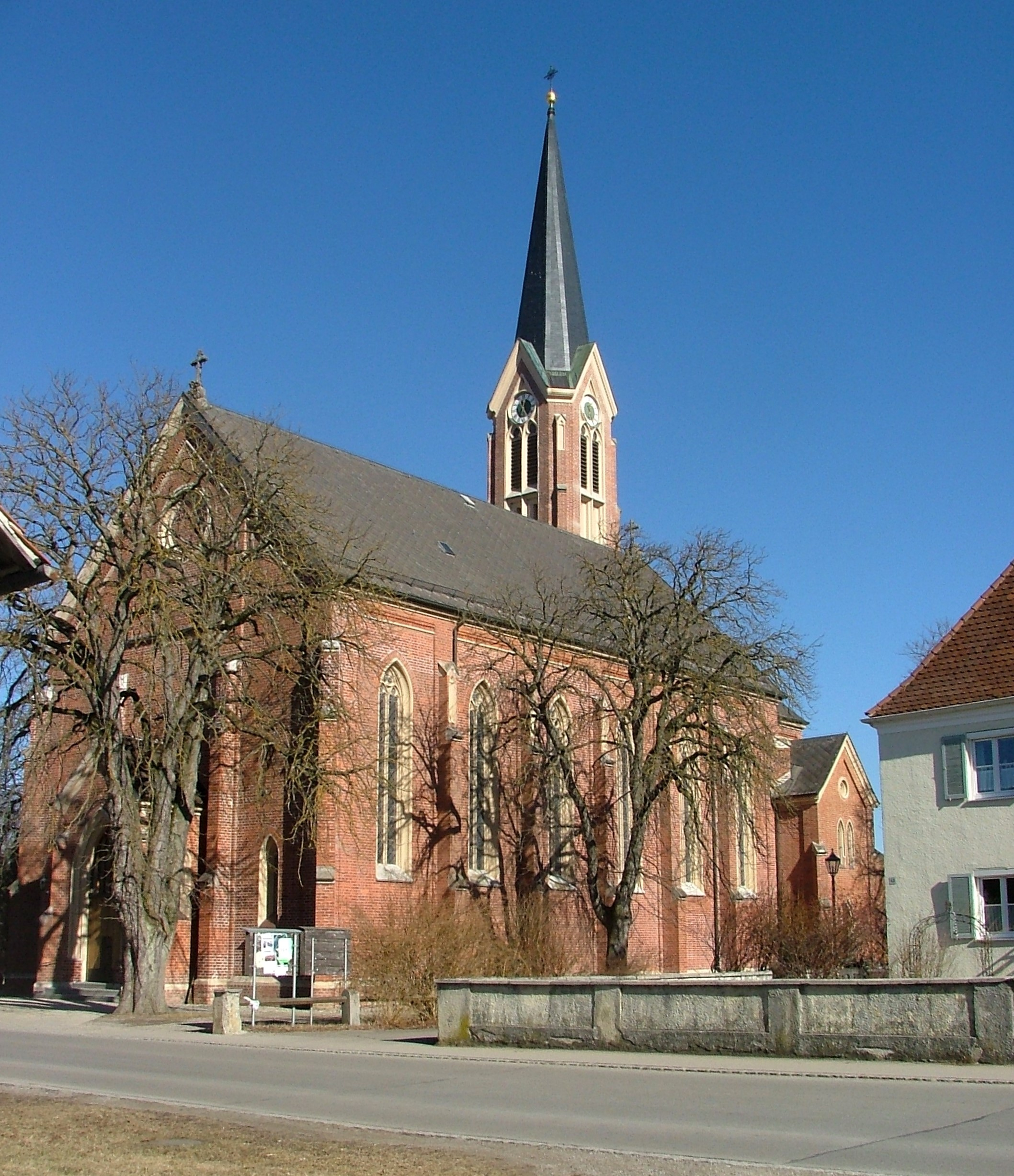
Mariä Himmelfahrt

## Wirtschaft und Infrastruktur

### Wirtschaft einschließlich Land- und Forstwirtschaft
Es gab 2020 nach der amtlichen Statistik im Bereich der Land- und Forstwirtschaft vier, im produzierenden Gewerbe 127 und im Bereich Handel und Verkehr 14 sozialversicherungspflichtig Beschäftigte am Arbeitsort. In sonstigen Wirtschaftsbereichen waren am Arbeitsort 91 Personen sozialversicherungspflichtig beschäftigt. Sozialversicherungspflichtig Beschäftigte am Wohnort gab es insgesamt 1009. Im verarbeitenden Gewerbe gab es fünf Betriebe, im Bauhauptgewerbe fünf Betriebe. Im Jahr 2016 bestanden zudem 38 landwirtschaftliche Betriebe mit einer landwirtschaftlich genutzten Fläche von 1138 Hektar, davon waren 481 Hektar Ackerfläche und 657 Hektar Dauergrünfläche.

### Verkehrsanbindung
Westerheim liegt direkt an der Bundesautobahn 96, verfügt aber seit dem Ausbau der ehemaligen Bundesstraße 18 nicht mehr über eine eigene Auffahrt. Die nächstgelegenen Anschlussstellen sind in Holzgünz und Erkheim. Über das Autobahnkreuz Memmingen kann auch die Bundesautobahn 7 schnell erreicht werden.
Der Ort wird durch die Bahnstrecke Buchloe–Memmingen durchschnitten, verfügt jedoch nicht über einen eigenen Bahnhalt. Nachdem der Bahnhof Ungerhausen nicht mehr im Personenverkehr bedient wird, ist der nächstgelegene Bahnhof in Sontheim (Schwaben). Über den Bahnhof Memmingen besteht Anschluss nach Lindau über die Bahnstrecke Leutkirch–Memmingen sowie an die Bahnstrecke Kempten (Allgäu)–Neu-Ulm.
Früher hatte Westerheim außerdem eine eigene Haltestelle an der Bahnstrecke Ungerhausen–Ottobeuren, welche allerdings seit 1972 im Personenverkehr und seit 1996 auch im Güterverkehr stillgelegt ist. Nach dem Abbruch der Anlagen im Jahr 2002 verläuft seit 2009 ein Bahntrassenradweg auf der ehemaligen Bahnstrecke.
Schließlich befindet sich Westerheim im direkten Einzugsbereich des Flughafens Memmingen.

### Bildung
In der Gemeinde existieren zwei Kindergärten mit insgesamt 107 Kindergartenplätzen und eine Volksschule.

## Persönlichkeiten
- Josef Hebel (* 1894; † 1972), Unternehmer
- Andreas Haisch (* 1901; † 1969), Landtagsabgeordneter und Landrat